# Onsbjerg
Onsbjerg er en landsby på Samsø med 254 indbyggere  (2024), beliggende i Onsbjerg Sogn. Landsbyen ligger i Samsø Kommune og hører til Region Midtjylland.
Onsbjerg ligger ca. 2 kilometer nord for Tranebjerg (den største by på Samsø).
I landsbyen ligger Onsbjerg Kirke (de).